# یوگو، بلتستان
یوگو (به انگلیسی: Yugo) یک شهر در پاکستان است که در گلگت-بلتستان واقع شده‌است. یوگو ۶٬۰۰۰ نفر جمعیت دارد.